# Grdun
 Grdun falu Horvátországban, a Károlyváros megyében. Közigazgatásilag Ozalyhoz tartozik.

## Fekvése
Károlyvárostól 12 km-re északnyugatra, községközpontjától 8 km-re délnyugatra a Dobra bal partján fekszik. A falu két részre oszlik Donji és Gornji Grdunra. Donji Grdun a Dobra és az Ozaljra vezető régi út mentén, Gornji Grdun pedig a Pišćetka felé menő út mentén fekszik. A faluhoz tizenegy szétszórt telep is tartozik melyek nagy része a Dobra partja mentén fekszik és amelyek egy része ma már lakatlan. Grdun településrészei Brozi, Kišuri, Vuljanići, Pleskine, Blažuni , Janžetići, Vranići, Lovrasi, Karabogdani, Poljaki , Basar selo és Gornji Grdun. Vadban gazdag erdők övezik, melyekben nyáron és ősszel gyakran látni gombát és gesztenyét szedő sétáló embereket.

## Története
Grdunt 1441-ben említik először a završje netretićkoi Szent Kereszt plébánia részeként. Magát a plébániát már 1334-ben említi Ivan goricai főesperes a zágrábi káptalan statutumában a podgorjei plébániák között. Az ozalyi uradalom 1550-ben és 1661-ben kelt összeírásaiból kitűnik, hogy Grdun a környék többi településével együtt az uradalom része volt. A faluban nagy múltja van a mészégetésnek, mely tevékenység hagyománya néhány családnál a mai napig él. Az égetés külön erre a célra épített vapniknak nevezett kemencékben történt. A mészégetésben több család összedolgozott. Voltak akik a kemencét készítették, mások a fát vagy a mészkövet termelték ki és szállították lovas vagy ökrös fogataikkal. Ez egy rendkívül fáradságos és nehéz munka volt. A mészégetők élete igénytelen és szegény volt gyakori sérülésekkel és sok betegséggel. Az égetett meszet fogataikkal távolabbi vidékre is elszállították, valószínűleg Károlyváros és Ozaly építkezéseihez is felhasználták. 
Gornji Grdunban áll egy 18. századi nemesi kúria, melyben 1932-ben megnyílt az első iskola. Grdun, Piščetka és Goli Vrh Netretićki gyermekei jártak ide. Az 1938/39-es tanévben még 99 tanulója volt. Később a lakosság csökkenése miatt a tanulók száma is visszaesett, végül 1975-ben az iskola is megszűnt. Ma az iskolának egykor helyet adó kúria magántulajdonban van.
A falunak három ásványvízforrása van a "Gradišće", a "Jarača" és a "Pećina". Ezek vizét használta a lakosság egészen 1974-ig, amikor saját a falu erőből és eszközökkel megépítette a vízvezetéket. Hasonlóan saját erőből épült meg 1958-ban az elektromos hálózat is. A Ciglenicának nevezett részen működött egykor a téglagyár. Itt még mindig látható a hely ahonnan az agyagot kitermelték. 
A falu házai egykor fából épültek, ezek közül néhány máig fennmaradt. Az 1990-es években felújították az utakat, megindult az autóbusz közlekedés Károlyváros és Ozaly felé, javult az áramellátás, kiépült a telefonhálózat és a közvilágítás. Az utóbbi húsz évben Grdun kedvelt kiránduló és üdülőhellyé vált. Különösen Zágrábból és Károlyvárosból építkeztek, vagy vásároltak itt hétvégi házakat.
A falunak 1857-ben 261, 1910-ben 413 lakosa volt. A trianoni békeszerződésig Zágráb vármegye Károlyvárosi járásához tartozott. 1952-ig Netretić községhez tartozott. 
2011-ben 137 lakosa volt.

## Lakosság
Más horvát falvakhoz hasonlóan Grdunra is jellemző, hogy egy településrészen azonos vezetéknevűek élnek és minden kis telep egy dombra vagy hegyre települt. Lakói mindig egyöntetűen horvátok és római katolikusok voltak. Gornji Grdunra például leginkább a Blažun és Grdunac nevek voltak jellemzőek. Ezeken kívül még a Crnković, Guštin, Ćuk, Furlić, Gunjila, Časni, Plavan, Filipaš, Poljak, Bendeković, Erdeljac, Tomašić, Golubić, Resovac, Maleš és Prajz családok éltek itt nagyobb számban. A mai lakosság is nagyrészt belőlük és utódaikból tevődik össze. A Pleskina családnév pedig csak itt található meg egész Horvátországban.
| Lakosság változása | Lakosság változása | Lakosság változása | Lakosság változása | Lakosság változása | Lakosság változása | Lakosság változása | Lakosság változása | Lakosság változása | Lakosság változása | Lakosság változása | Lakosság változása | Lakosság változása | Lakosság változása | Lakosság változása | Lakosság változása |
| ------------------ | ------------------ | ------------------ | ------------------ | ------------------ | ------------------ | ------------------ | ------------------ | ------------------ | ------------------ | ------------------ | ------------------ | ------------------ | ------------------ | ------------------ | ------------------ |
| 1857               | 1869               | 1880               | 1890               | 1900               | 1910               | 1921               | 1931               | 1948               | 1953               | 1961               | 1971               | 1981               | 1991               | 2001               | 2011               |
| 261                | 306                | 322                | 385                | 404                | 413                | 367                | 458                | 477                | 479                | 408                | 339                | 251                | 208                | 160                | 137                |

## Nevezetességei
- A faluban egy kis Szűz Mária kápolna található.
- Gornji Grdunban található egy 18. századi nemesi kúria,[4] amelyben egykor az iskola működött. Egyemeletes, téglalap alaprajzú épület egy gazdasági udvarral, gyümölcsössel és egy park maradványaival körülvéve. Az alagsor dongaboltozatos, míg a földszinten és az első emeleten fagerenda mennyezet található. A kastély kőből és téglából épült 1765-ben a Vojnović-Putz család birtokán. Megmaradt a funkcionális belső elrendezés, a külső kialakítás, az ajtók és az ácsmunka egy része, valamint a szerkezeti elemek. A 18. században Ozaly tágabb térségében épült számos nemesi kastély között, a grduni kastély a kevés fennmaradt nemesi kúria egyike, ezért is van különleges történelmi és művészeti jelentősége.
- Donji Grdunban fennmaradt néhány öreg, fából épített családi ház.
- Grdun és Zadobarje között egy régi fahíd vezet át a Dobrán.